# دانيلي موري
دانيلي موري (بالإيطالية: Daniele Mori)‏ (28 يونيو 1990 بليفورنو في إيطاليا - ) هو لاعب كرة قدم إيطالي في مركز قلب الدفاع. شارك مع منتخب إيطاليا تحت 16 سنة لكرة القدم ومنتخب إيطاليا تحت 17 سنة لكرة القدم ومنتخب إيطاليا تحت 19 سنة لكرة القدم ومنتخب إيطاليا تحت 20 سنة لكرة القدم ومنتخب إيطاليا تحت 21 سنة لكرة القدم. أما مع النوادي، فقد لعب مع نادي أسكولي ونادي أودينيزي ونادي إمبولي ونادي بريشيا ونادي لوكيزي ونادي نوفارا وSantarcangelo Calcio ‏.

## روابط خارجية
- دانيلي موري على موقع قاعدة بيانات كرة القدم.إي يو (الإنجليزية)
- دانيلي موري على موقع Soccerway.com (الإنجليزية)
- دانيلي موري على موقع عالم كرة القدم.نت (الإنجليزية)
- دانيلي موري على موقع AS.com (الإسبانية)